# كتيبة بدري 313
كتيبة بدري 313 (بالبشتوية: د بدری ۳۱۳ کنډک)‏ أو اختصارا: (بدري 313) هي قوة عسكرية أفغانية تابعة لحركة طالبان، تعرف بدري 313 بشكل واسع في وسائل الإعلام الدولية والمحلية التابعة للحركة على أنها رأس حربة قوات النخبة الخاصة بحركة طالبان. اشتهرت القوة بدورها الفعال في هجوم طالبان 2021 وحسم تسليم العاصمة كابل وتأمينها، خصوصا تأمين مطار حامد كرزاي الدولي أثناء الإنسحاب الغربي من أفغانستان.

## التسمية
سميت القوة باسم بدري 313 تيمنا بغزوة بدر اولى غزوات الرسول ضد قريش، حيث مقطع بدري يدل على الغزوة ومقطع 313 يدل على عدد مقاتلي المسلمين بالغزوة.

## التاريخ
تعد المعلومات المتوفرة عن الفرقة وتاريخها شحيحة وغير واضحة، وذلك للسرية التي تفرضها حركة طالبان على اجهزتها وافرادها، ولكن من المرجح أن أول ظهور للقوة هو اثناء العمليات العسكرية التي شنتها طالبان ضد تنظيم داعش في الفترة بين 2017 إلى 2020.
حسب مجلة «جينز» العسكرية، فإن عدد المقاتلين بالوحدة غير معلوم، ولكنه يقدر «بالالاف»، وقال مات هينمان رئيس قسم الإرهاب والتمرد في جينز إن القوة تجمع «على الأرجح البعض من أفضل المقاتلين تدريبا وتجهيزا» في أفغانستان. وأثبت أفراد هذه الكتيبة التي ترمز إلى معرفة عسكرية لم تكن طالبان تتمتع بها في ذلك الوقت، «فعاليتهم في ساحة المعركة» على حد قول بيل روجو رئيس تحرير مجلة «لونغ وور جورنال» الأميركية المكرسة للحرب على الإرهاب. وأضاف «تمكنا خلال الهجوم الأخير منذ أيار/مايو من التحقق بأن القوات الخاصة التابعة لطالبان كانت أساسية في الاستيلاء على أفغانستان» دون أن يستبعد هو الآخر وجود مبالغة.
يعد مصدر تسليح الكتيبة المغاير لطبيعة مقاتلين طالبان الذين دائما ما يظهرون بازياء تقليدية افغانية غير مؤكد، ولكن من المرجح أن مصدر التسليح هو الغنائم التي سقطت بيد طالبان خلال قتالها للجيش الوطني الافغاني والجيش الامريكي ويعتقد ان باكستان قد ساهمت في التسليح أيضا.
تعتبر الكتيبة أهم وحدات طالبان العسكرية -ولاحقا إمارة أفغانستان الإسلامية-، فيعلق الخبير العسكري «كاليبر أوبسكورا»، كما هو اسمه على تويتر، بالقول، إن طالبان، حين تقوم بنشر عناصر هذه الكتيبة في موقع ما؛ فهذا يعني أن المكان مهم. ويقول أحد النشطاء الأفغان على تويتر عن هذه الكتيبة، «لقد صدمت بدري 313 العالم بالتأكيد؛ ففي غضون يومين فقط، انهارت فكرة القوات النظامية في كابل، وأنقذت بدري 313 أفغانستان بشكل حاسم من ثورة دموية». بالإضافة إلى فعاليتها الميدانية، تخدم كتيبة بدري 313 مصالح سياسية أيضا. وترتبط ارتباطا وثيقا بشبكة حقاني النافذة داخل حركة طالبان. ويشارك اثنان من ممثليها في المباحثات حول الحكومة الجديدة في كابل.
لعبت الكتيبة دورا حاسما في هجوم طالبان 2021، وتسليم كابل ثم تأمينها، ثم تأمين انسحاب القوات الامريكية من مطار حامد كرزاي الدولي، ولاحقا، بدأت القوة عمليات عسكرية ضد مقاومة بنجشير التي يقودها احمد مسعود في ولاية بنجشير، الولاية الوحيدة التي لا تخضع لسيطرة إمارة أفغانستان الإسلامية.